# Hemieuxoa rudens
Hemieuxoa rudens là một loài bướm đêm trong họ Noctuidae.